# Nonnenstudie
Die Nonnenstudie (englisch Nun Study, auch Minnesota nun study) ist eine Längsschnittstudie (Longitudinalstudie) über das Altern und die Faktoren der Alzheimer-Krankheit bei Frauen in den Vereinigten Staaten.

## Beschreibung der Studie
Die Studie wurde von dem Epidemiologen David Snowdon an der Kentucky-Universität (Sanders Brown Center) durchgeführt. Sie lief ab 1986 mit der Beteiligung von etwa 600 amerikanischen Ordensschwestern der Kongregation der Armen Schulschwestern von Unserer Lieben Frau im Alter zwischen 76 und 107 Jahren. Eine Besonderheit ist hier die Homogenität der Lebensführung über einen sehr langen Zeitraum, etwa in Bezug auf die Ernährung, und auf der Methodenseite die hohe Dauer der Längsschnitte und die Prospektivität. Sowohl Labor- als auch psychologische Parameter und histologische Schnitte des Gehirns konnten herangezogen werden. Über die Archive der Klöster waren Einblicke in den Lebenslauf der Teilnehmerinnen und deren geistige Aktivitäten vor Jahrzehnten möglich.
Ein auffälliges Ergebnis war die Unabhängigkeit des pathologischen Gehirnbefunds (multiple Alzheimer-Plaques) von der wiederholt erhobenen intellektuellen Leistungsfähigkeit derselben Personen zu Lebzeiten. Das heißt: Auch Personen, bei denen  bei der Sektion stark veränderte Gehirnbefunde festgestellt wurden, konnten bis zu ihrem Tod geistig anspruchsvolle Aufgaben ausführen. Die Nonnenstudie wurde zwischenzeitig an der University of Minnesota und wird seit dem Jahr 2021 an der Northwestern University in Evanston (Illinois) unter der Leitung von Dr. Margaret Flanagan fortgeführt.

## Film
- Andrea Eder, Kurt Langbein: Unvergessliche Nonnen, Glaube, Sinn und Demenz. 2019, ORF, tv-Doku, 50 Min. (Mit Fachautor Gerald Hüther. Vor dem Hintergrund der Nun Study betrachtet der Film das Alltagsleben österr. Nonnen in Wien.)